# Gerstenzucker

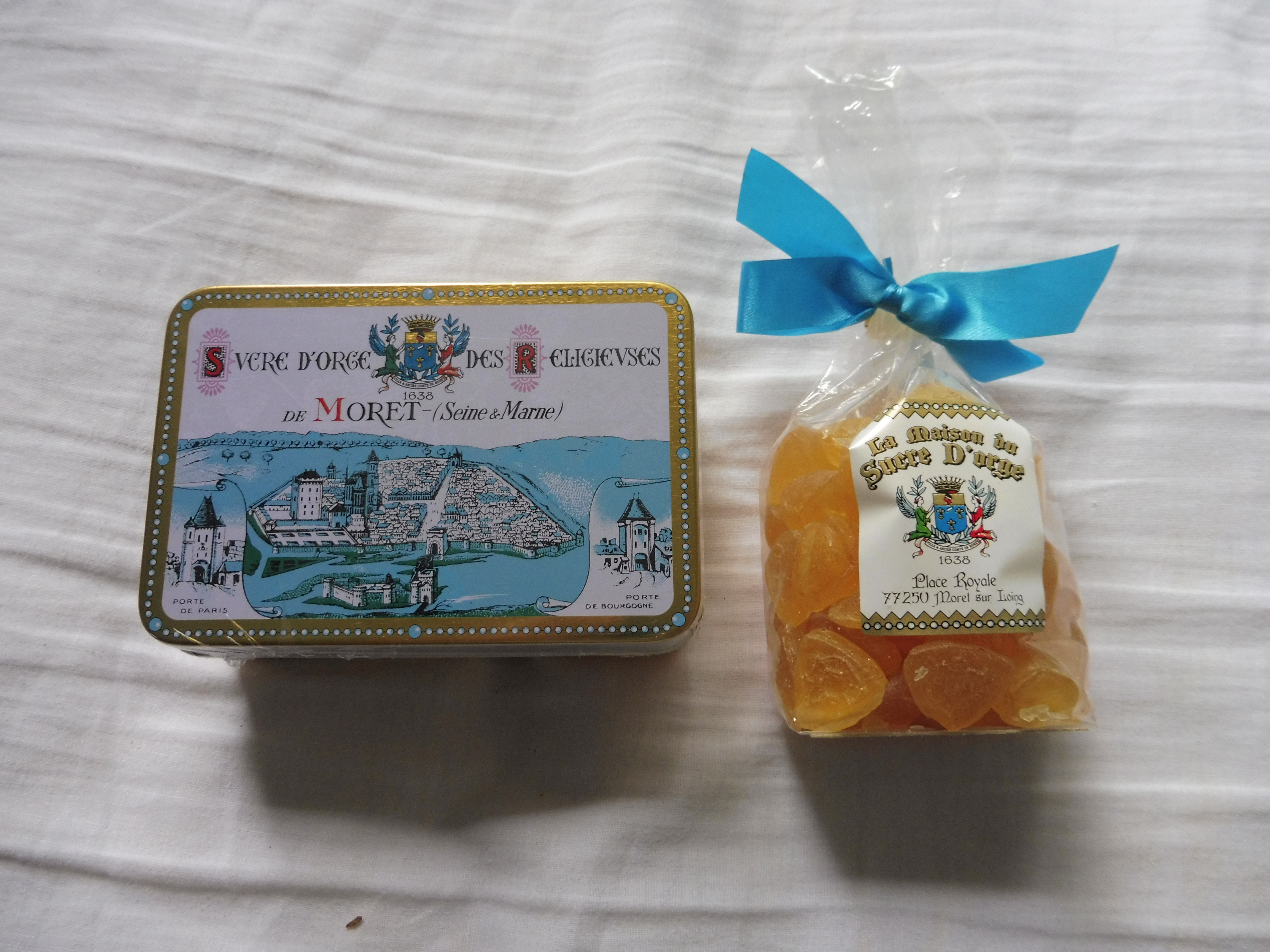
Sucre d'orge des religieuses de Moret

Gerstenzucker (englisch: Barley sugar, französisch: Sucre d'orge) ist eine traditionelle Süßigkeit (Bonbons) in Frankreich und Großbritannien. Die ursprüngliche Mischung wurde aus Zuckersirup und einem Sud aus Gerste gekocht, und danach gefärbt. Dies änderte sich zu Beginn des 18. Jahrhunderts. Moderne Formen werden aus gekochtem Zucker ohne Gerste mit verschiedenen Aromen hergestellt, zu einer runden Stange geformt oder von einer Pressmaschine ausgeschnitten. Zwei bekanntere Marken-Spezialitäten sind „Tours Barley Sugar“ (Geschmacksrichtung Apfel oder Kirsche) und der bernsteinfarbene „Moret Sucre d'orge“ in Form eines mit einem Kreuz markierten Herzens. Letzteres wurde 1638 von den Nonnen des Klosters Moret-sur-Loing erfunden. Unter Napoleon III. wurde Gerstenzucker zu einer Spezialität der französischen Kurorte Evian, Plombières, Cauterets und Vichy. Aus gezogenem Zucker zu kleinen zylindrischen Stangen von Hand gerollt und in farbiges Zellophan gewickelt, oder als gedrehte Zuckerstangen und flache Tabletten hergestellt, die auf einem geölten Backblech ausgeschnitten wurden.

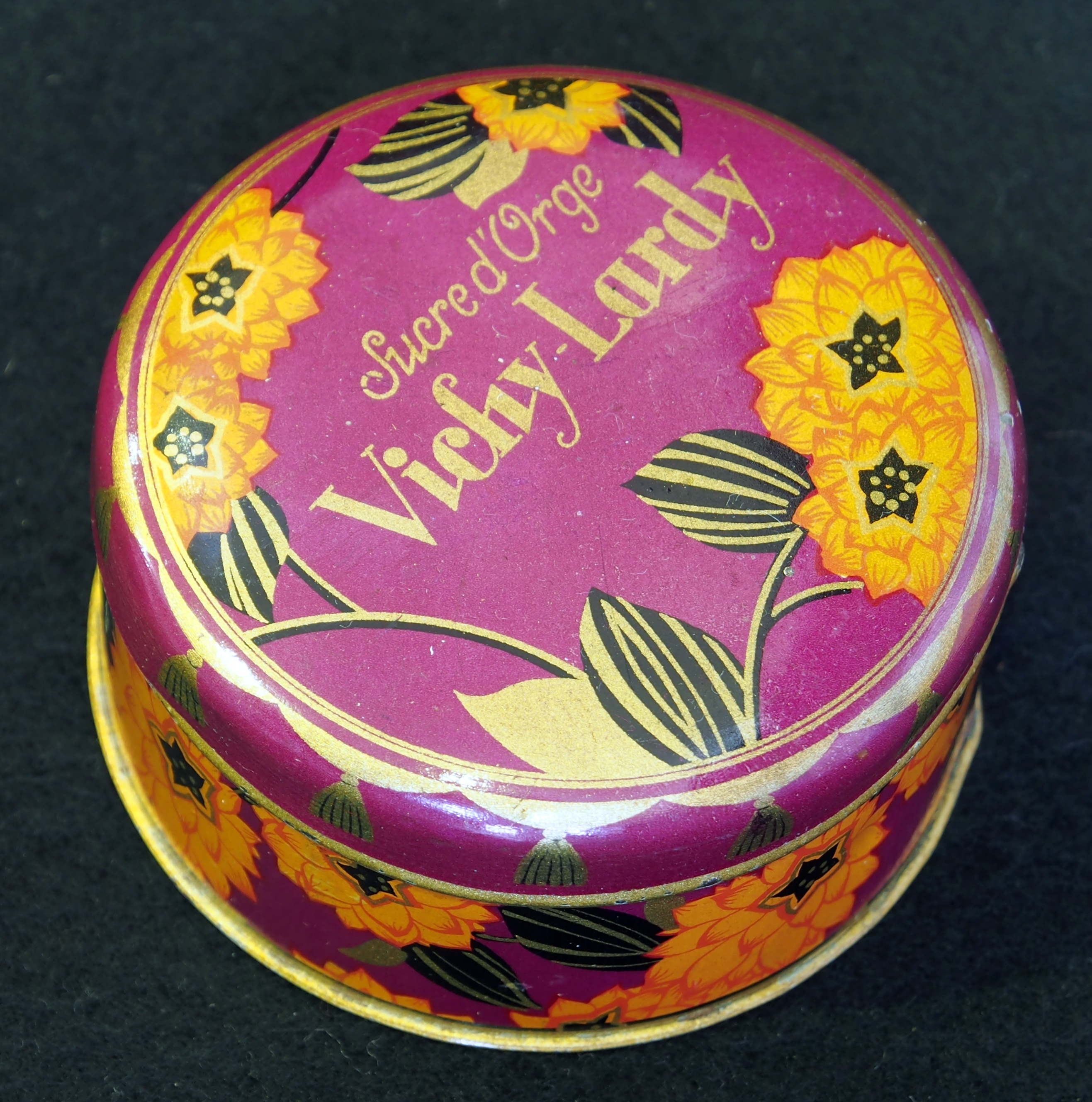
Sucre d’Orge Vichy-Lardy in der Dose

Gerstenzucker (heute auch in Form von Malzbonbons), etwa im Mittelalter bei Ortolf von Baierland gegen Husten, oder als Barley Sugar in Großbritannien,  wurde als Arzneimittel betrachtet, das Lutschen wird heute noch als Mittel gegen Reisekrankheit empfohlen.